# 平頂山博物館
平顶山博物馆（英語：Pingdingshan Museum）是河南省平頂山市的博物館，為中華人民共和國国家一级博物馆。其位於长安大道与怀仁路交叉口的平安广场西侧，2012年5月开馆。占地面积36000平方米，建筑面积30000平方米。